# 壶螺
壶螺（学名：Indomodulus tectum），是中腹足目壶螺科印太壺螺屬的一种。主要分布于中国大陆、台湾，常栖息在潮间带岩礁、潮间带至潮下带。